# 藤原佳幸
藤原佳幸（日语：／ Fujiwara Yoshiyuki，1981年2月14日—），日本男性動畫師、動畫演出家、動畫導演。出身於東京都。代代木動畫學院畢業。
直到2006 年，他一直以的名義在動畫下游公司Ad Cosmo工作，作為動畫師參與多家公司作品的製作（離開公司後，他曾做過一段時間的自由工作者）。

## 參加作品

### 電視動畫
2003年
- 惑星奇航（動畫、動畫檢查）

2004年
- 混沌武士（動畫、動畫檢查、第2原畫）

2006年
- 死亡代理人（原畫）
- 雙面騎士（原畫）
- 夜明前的琉璃色（原畫）

2007年
- 南家三姊妹（作畫監督、原畫）
- 帝托拉傳奇（原畫、第2原畫）

2008年
- RD 潛腦調査室（原畫）
- 虎與龍！（原畫）
- 虎子（演出）

2009年
- 戰國BASARA（演出）
- 只想告訴你（演出）

2010年
- 傳說的勇者的傳說（助理導演、分鏡、演出、原畫）

以上作品均以高柳佳幸名義參加。
以下作品均以藤原佳幸名義參加。
2011年
- 名偵探柯南（ED演出）
- 青之驅魔師（分鏡、演出）
- 妖怪少爺 ～千年魔京～（分鏡、演出）
- 侵略!? 花枝娘（分鏡、演出）

2012年
- 刀劍神域（分鏡、演出、原畫）

2013年
- GJ部（導演、分鏡、演出、OP分鏡&演出）
- 進擊的巨人（演出）
- 戀愛研究所（演出）

2014年
- 未確認進行式（導演、分鏡、演出、OP分鏡&演出）
- GJ部＠（導演、OP分鏡&演出）

2015年
- 可塑性記憶（導演[1]、分鏡、演出）
- 干物妹！小埋（特別感謝）
- 卡片鬥爭!! 先導者G 超越之門篇（分鏡）

2016年
- NEW GAME！（導演、編劇、分鏡、演出）

2017年
- NEW GAME!!（導演、編劇、分鏡、演出）

2018年
- 多田君不戀愛（副導演、演出）

2019年
- 天使降臨到我身邊！（演出）
- 賢惠幼妻仙狐小姐（分鏡）

2020年
- 昨日之歌（導演、劇本統籌、編劇）

2021年
- 後空翻少年!!（分鏡、演出）

2022年
- 孤獨搖滾！（分鏡、演出[2]）

## 相關項目
- 動畫工房
- 日本動畫師列表（日语：アニメ関係者一覧）

## 外部リンク
- . Febri TALK. 2023-01-09  [2023-01-09]. （原始内容存档于2023-01-09） （日语）.
- . Febri TALK. 2023-01-11  [2023-01-11]. （原始内容存档于2023-01-11） （日语）.
- . Febri TALK. 2023-01-13  [2023-01-13]. （原始内容存档于2023-01-15） （日语）.